# Adolf Chelius

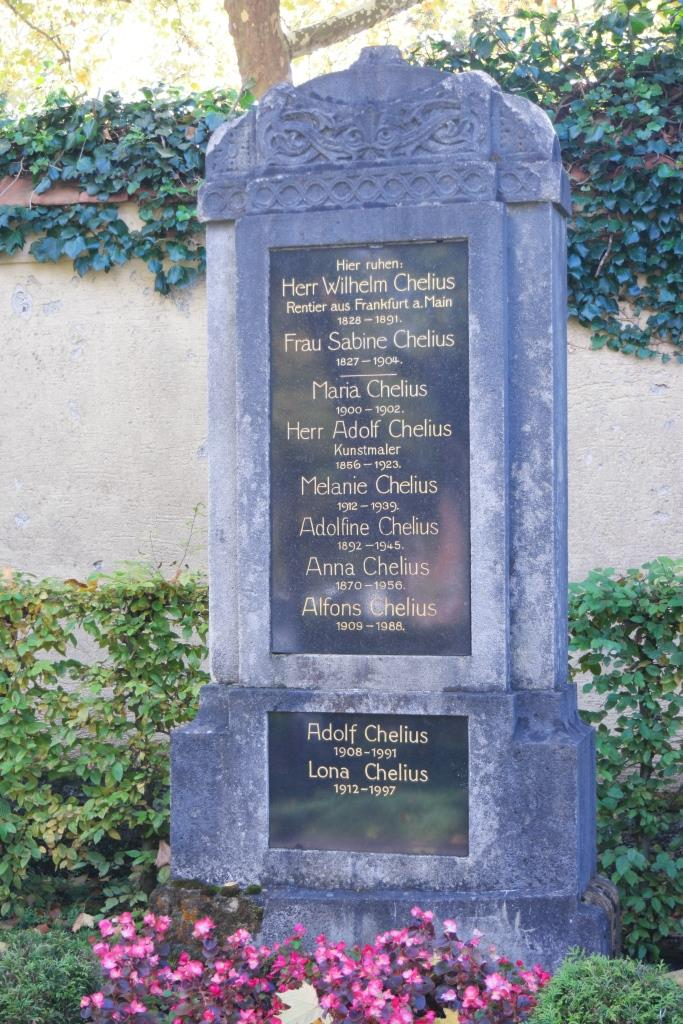
Grab von Adolf Chelius auf dem Westfriedhof in München

Karl Adolf Wilhelm Chelius (* 30. Mai 1856 in Frankfurt am Main; † 28. Januar 1923 in München) war ein deutscher Maler.

## Leben
Adolf Chelius war der Sohn von Konrad Jacob Wilhelm Chelius und Sabina Barbara Magdalena Broders. Mit zwanzig Jahren ging Chelius 1876 nach Berlin, um an der dortigen Kunstakademie zu studieren. Im darauffolgenden Jahr wechselte er an die Kunstakademie nach Wien. 1878 kehrte Chelius zurück nach Deutschland und ließ sich in seiner Geburtsstadt nieder.
Dort wurde er bald schon am Städelschen Kunstinstitut der Schüler des Zeichenlehrers Heinrich Hasselhorst. Über seinen Lehrer machte Chelius auch die Bekanntschaft mit Anton Burger in Kronberg. Kurze Zeit schloss er sich auch der dortigen Malerkolonie an. Bald ging Chelius aber nach München, doch fast die gesamte Zeit von 1885 bis 1895 verbrachte Chelius auf Reisen.
Zwischen Skandinavien und Süditalien und von Spanien und Russland bereiste Chelius fast alle Gegenden Europas. Die Eindrücke aus diesen Reisen setzte er vor allem in Darstellungen von Tieren und Landschaften um.
Seinen Militärdienst hatte Chelius im Leib-Dragoner-Regiment (2. Großherzoglich Hessisches) Nr. 24 der Preußischen Armee geleistet, zuletzt als Rittmeister.
Im Alter von 67 Jahren starb Adolf Chelius am 28. Januar 1923 in München.

## Werke (Auswahl)
- Kuhherde in Oberbayern.
- In den Dünen von Prerow.
- Küste vor Palermo.

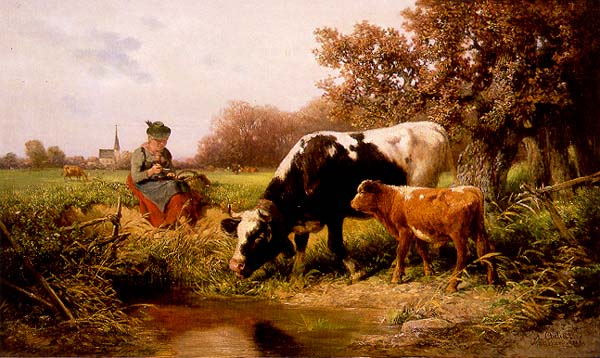

- Jäger bei der Heimkehr. Landshut 1911, Öl/Holz, 28 × 18 cm